# Левкой длиннолепестковый
Левко́й длиннолепестный, или левко́й длиннолепестковый, или маттио́ла длиннолепестая или маттио́ла длиннолепестковая (лат. Matthióla longipetala) — травянистое душистое растение, вид семейства Капустные (Brassicaceae). Культивируется как декоративное растение, иногда дичает и встречается на мусорных местах в населённых пунктах, обочинах дорог. В садоводстве наиболее распространён подвид Matthiola longipetala subsp. bicornis (Sm.) P.W.Ball), который более известен под обиходным названием «ночная фиалка» и ранее рассматривался как отдельный вид левкой двурогий или маттиола двурогая (лат. Matthiola bicornis).

## Описание
Однолетнее травянистое растение, 20—60 см высотой. Корневая система стержневая. Побеги разветвлённые. Листья в очертании эллиптические или узкопродолговатые, перистораздельные или выемчато-зубчатые, реже цельные и цельнокрайные.
Цветки фиолетово-белые. Плодоножки 2-3 мм длиной, чашелистики около 10 мм длиной, опушённые звёздчатыми волосками. Лепестки в числе 4, длиной 15—25 мм и 3—4 мм шириной, сверху лиловые, снизу грязно-жёлтые. Рыльце с рожковидными выростами на лопастях. В жаркий день цветы кажутся увядшими.
Плоды — стручки, цилиндрические, 5—10 см длиной, на верхушке с двумя рожками.

## Ареал
Родиной растения является Средиземноморье. В диком виде встречается в восточном Средиземноморье (юго-восточная Греция, Турция, Кипр, Сирия, Израиль, Египет, Ливия), Саудовской Аравии и Азербайджане. Культивируется как декоративное растение, иногда дичает и встречается на мусорных местах в населённых пунктах, обочинах дорог, каменистых склонах и сорных местах. Натурализован в Канаде, США, юго-восточной Европе.

## Таксономия
Вид принадлежит роду Левкой (Matthiola) семейства Капустные (Brassicaceae). Во «Флоре СССР» в 8 томе вид был описан как Matthiola oxyceras DC. — Левкой остророгий, который в настоящее время признан подвидом.
|  |                                      |  |                                                             |                                                             |                     |  | ещё 14 семейств | ещё 14 семейств     |                              |  |  |  | ещё несколько видов, в том числе Левкой душистый |
|  |                                      |  |                                                             |                                                             |                     |  | ещё 14 семейств | ещё 14 семейств     |                              |  |  |  | ещё несколько видов, в том числе Левкой душистый |
|  |                                      |  |                                                             | порядок Капустоцветные                                      |                     |  |                 |                     | род Левкой (Matthiola)       |  |  |  |                                                  |
|  |                                      |  |                                                             | порядок Капустоцветные                                      |                     |  |                 |                     | род Левкой (Matthiola)       |  |  |  |                                                  |
|  | отдел Цветковые, или Покрытосеменные |  |                                                             |                                                             | семейство Капустные |  |                 |                     | вид Левкой длиннолепестковый |  |  |  |                                                  |
|  | отдел Цветковые, или Покрытосеменные |  |                                                             |                                                             | семейство Капустные |  |                 |                     |                              |  |  |  |                                                  |
|  |                                      |  | ещё 44 порядка цветковых растений (согласно Системе APG II) | ещё 44 порядка цветковых растений (согласно Системе APG II) |                     |  |                 | ещё около 350 родов | ещё около 350 родов          |  |  |  |                                                  |
|  |                                      |  |                                                             | ещё 44 порядка цветковых растений (согласно Системе APG II) |                     |  |                 |                     | ещё около 350 родов          |  |  |  |                                                  |

### Синонимы
Согласно данным GBIF на октябрь 2024 года в синонимику вида Matthiola longipetala (Vent.) DC. in: Candolle, A.P. de. Reg. Veg. Syst. Nat. 2: 174. (1821) входят следующие названия:
- ≡ Cheiranthus longipetalus Vent. (1803)basionym
- = Cheiranthus tristis Forssk.
- = Hesperis aspera (Boiss.) Kuntze
- = Matthiola aspera Boiss.
- = Matthiola aspera var. aspera
- = Matthiola aspera var. leiocarpa Bornm.
- = Matthiola livida var. leiocarpa Zohary
- ≡ Matthiola longipetala (Vent.) Markgr.
- = Matthiola longipetala subsp. aspera (Boiss.) Greuter & Burdet
- = Matthiola longipetala var. longipetala

### Дочерние таксоны
Согласно данным GBIF на октябрь 2024 года вид имеет четыре подвида и две разновидности:
- Matthiola longipetala subsp. bicornis (Sm.) P.W.Ball = Matthiola bicornis (Sm.) DC.[10] — Левкой двурогий[11]
- Matthiola longipetala subsp. hirta (Conti) Greuter & Burdet
- Matthiola longipetala subsp. livida (Delile) Maire = Matthiola livida (Delile) DC. — Левкой синеватый[12]
- Matthiola longipetala subsp. longipetala = Matthiola oxyceras DC.[8] — Левкой остророгий
- Matthiola longipetala var. brachyloma Zohary
- Matthiola longipetala var. contorta Zohary

## Выращивание
Этот вид выращивают в основном ради вечернего аромата. Он устойчив к холоду и произрастает по всей Северной Америке, даже в зоне морозостойкости 1. Это выносливое однолетнее растение предпочитает прохладные условия на открытом солнце и может плохо себя чувствовать при высоких температурах. Если необходимо придать растениям кустистый вид, лучше всего сажать их густыми группами. В Канаде мелкие семена обычно высевают ранней весной после последних заморозков, а выращивать их в помещении можно уже в апреле. При регулярном поливе они будут цвести в начале и даже летом. Их не следует переливать. Их также можно выращивать в балконных контейнерах, хотя они обычно не могут стоять вертикально и не должны подвергаться слишком высокой температуре и сухости.